# Z.Hera
Ji Hye-ran (hangul: 지혜란), mer känd under artistnamnet Z.Hera (hangul: 지헤라), född 3 januari 1996 i Seoul, är en sydkoreansk sångerska och skådespelare.

## Diskografi

### Album
| Albuminformation                             | Topplacering          |
| Albuminformation                             | Sydkorea (Gaon Chart) |
| -------------------------------------------- | --------------------- |
| Z.Hera Born (EP-skiva) - Släppt: 13 maj 2013 | —                     |
| XOX (EP-skiva) - Släppt: 22 juli 2015        | —                     |

### Singlar
| År   | Titel                             | Topplacering          |
| År   | Titel                             | Sydkorea (Gaon Chart) |
| ---- | --------------------------------- | --------------------- |
| 2013 | "Peacock"                         | —                     |
| 2014 | "D Island"                        | —                     |
| 2015 | "XOX" (med Gaeun från Dal Shabet) | —                     |

## Filmografi

### TV-drama
| År   | Titel                           | Kanal                  | Roll                    |
| ---- | ------------------------------- | ---------------------- | ----------------------- |
| 2013 | Nail Shop Paris                 | MBC QueeN              | cameoroll               |
| 2016 | Moorim School                   | KBS2                   | Jenny Oh                |
| 2016 | Moon Lovers: Scarlet Heart Ryeo | SBS                    | Park Soon-deok          |
| 2016 | Weightlifting Fairy Kim Bok-joo | MBC                    | Song Shi-eon (gästroll) |
| 2017 | Ruby Ruby Love                  | OnStyle, Naver TV Cast | Yoo Bi-joo              |